# 861 Aïda
861 Aïda è un asteroide della fascia principale del diametro medio di circa 66,85 km. Scoperto nel 1917, presenta un'orbita caratterizzata da un semiasse maggiore pari a 3,1373647 UA e da un'eccentricità di 0,1040307, inclinata di 8,05276° rispetto all'eclittica.
Il suo nome fa riferimento all'Aida, opera del compositore italiano Giuseppe Verdi.